# Château Bergkvara
Le Château Bergkvara se trouve à 6 km à l'ouest de Växjö, Småland, en Suède.
Maintenant en ruines, le château est une ancienne maison de maître construite dans les années 1470.
Le site est reconnu comme patrimoine historique du pays.